# Place du Château (Tallinn)
La place du château (estonien : Lossi plats), anciennement place du Dôme (estonien : Toomturg) est une place du château de Toompea à Tallinn en Estonie,.

## Présentation
C'est l'une plus anciennes places de la ville.
Lors de sa première visite à Tallinn en décembre 1710, l'empereur russe Pierre Ier séjourna dans la maison de Schlippenbach (aujourd'hui Lossi plats 4).
Sous le règne de Catherine II, le château de Toompea, qui avait perdu son ancienne importance militaire, a été reconstruit selon les plans de Johann Schultz (et).
À la place de la partie orientale du château, on a érigé en 1767-1773 l'édifice baroque du gouvernement provincial avec des intérieurs dans le style du classicisme.
Sa façade principale donnant sur la place est aujourd'hui la façade du Parlement estonien.
En 1900, la cathédrale Alexandre Nevski a été construite sur la place en mémoire du salut de l'empereur russe Alexandre III lors de l'accident de train de Borki du 17 novembre 1888.

## Bâtiments
- Lossi plats 1a - Château de Toompea[3]
- Lossi plats 2 - Immeuble résidentiel. Monument culturel[4].
- Lossi plats 3 - Bâtiment en pierre. Monument culturel[5].
- Lossi plats 4 - Maison Schlippenbach, résidence de style classique[6],[7].
- Lossi plats 5 - Immeuble résidentiel. Monument culturel[8].
- Lossi plats 6 - Riigivanema maja (et), Monument culturel[9].
- Lossi plats 10 - Cathédrale Alexandre Nevski.
- Lossi plats 11 - Tour de la Vierge.

## Galerie

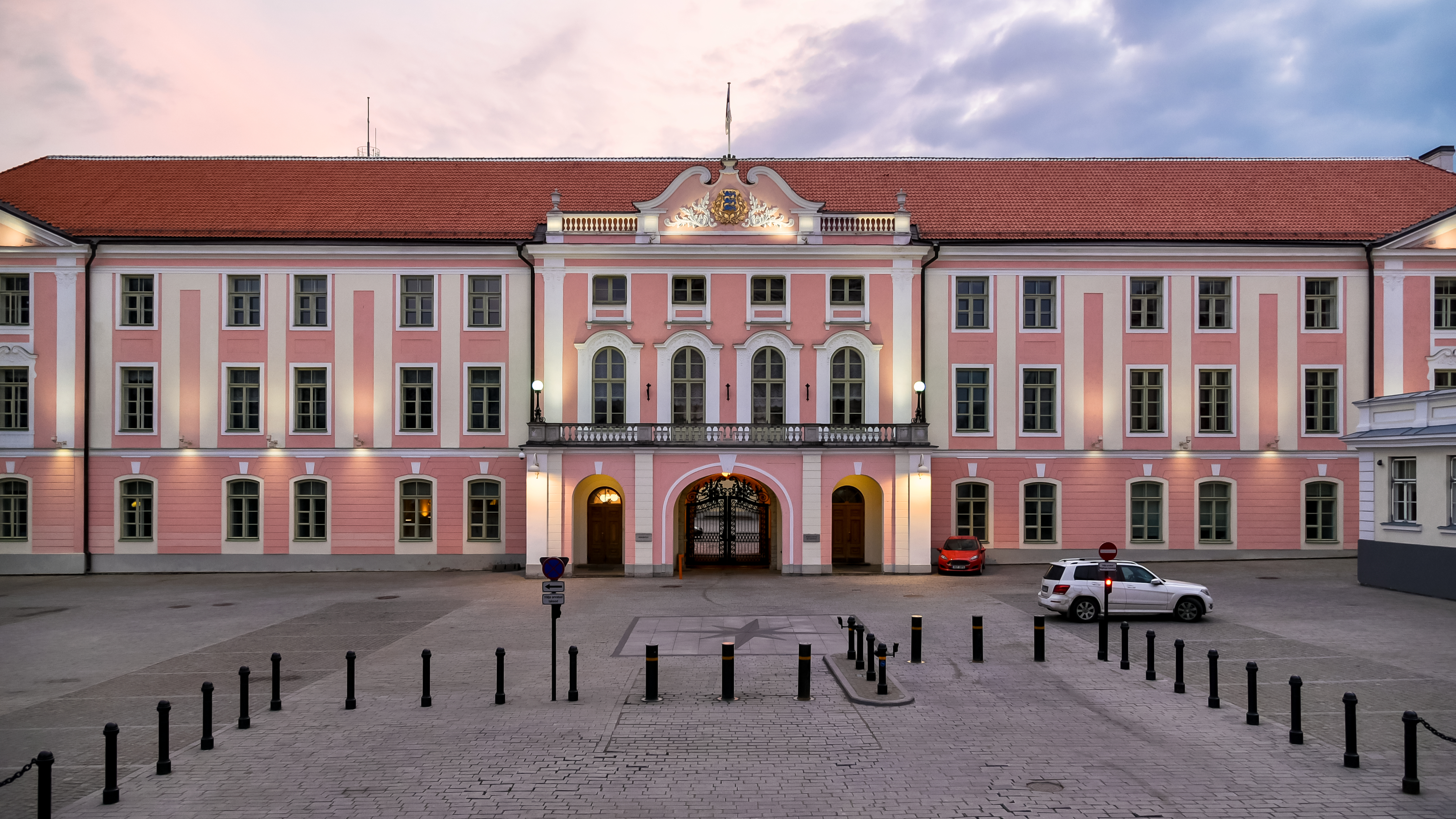
Lossi plats 1.
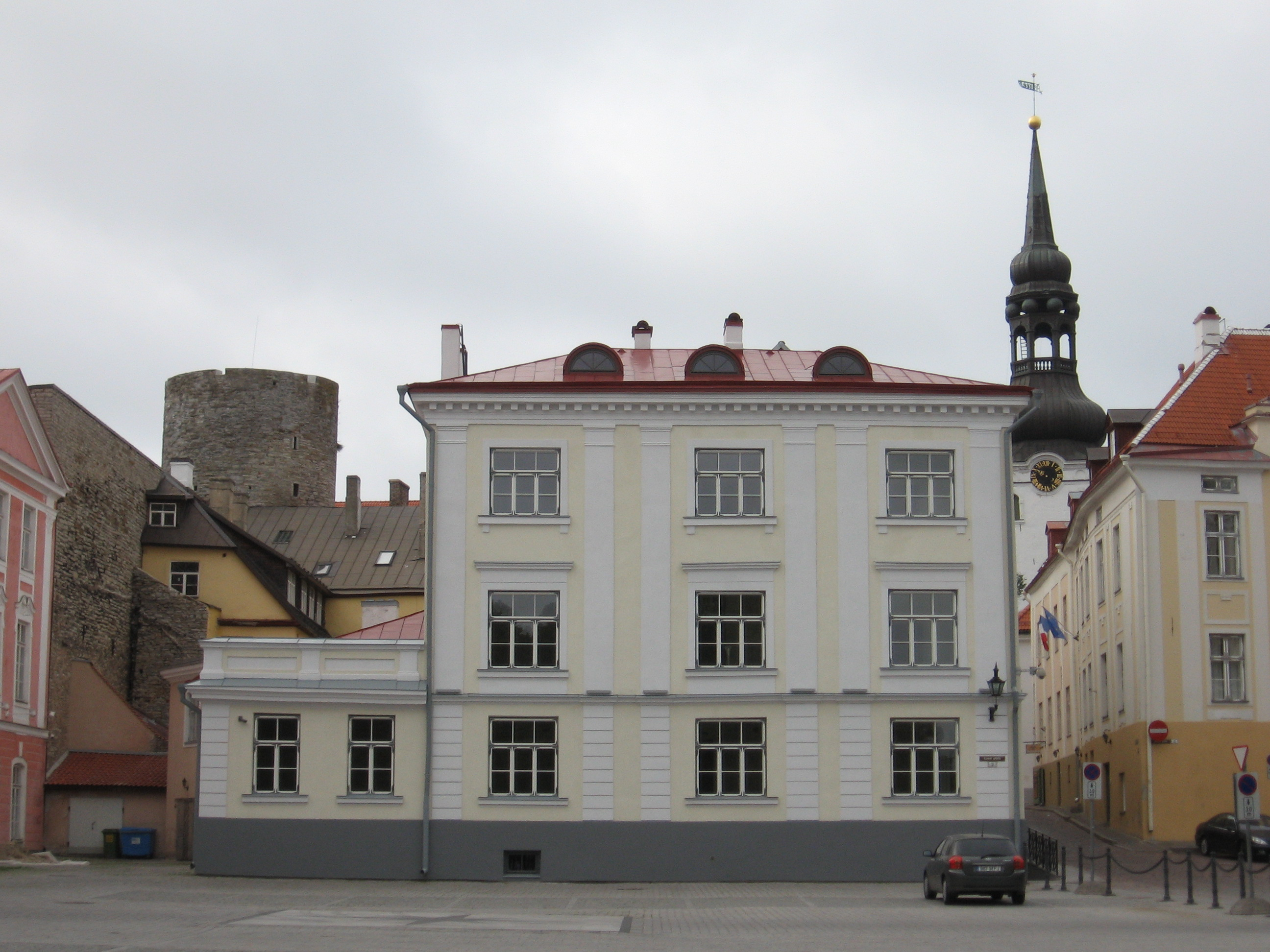
Lossi plats 2.
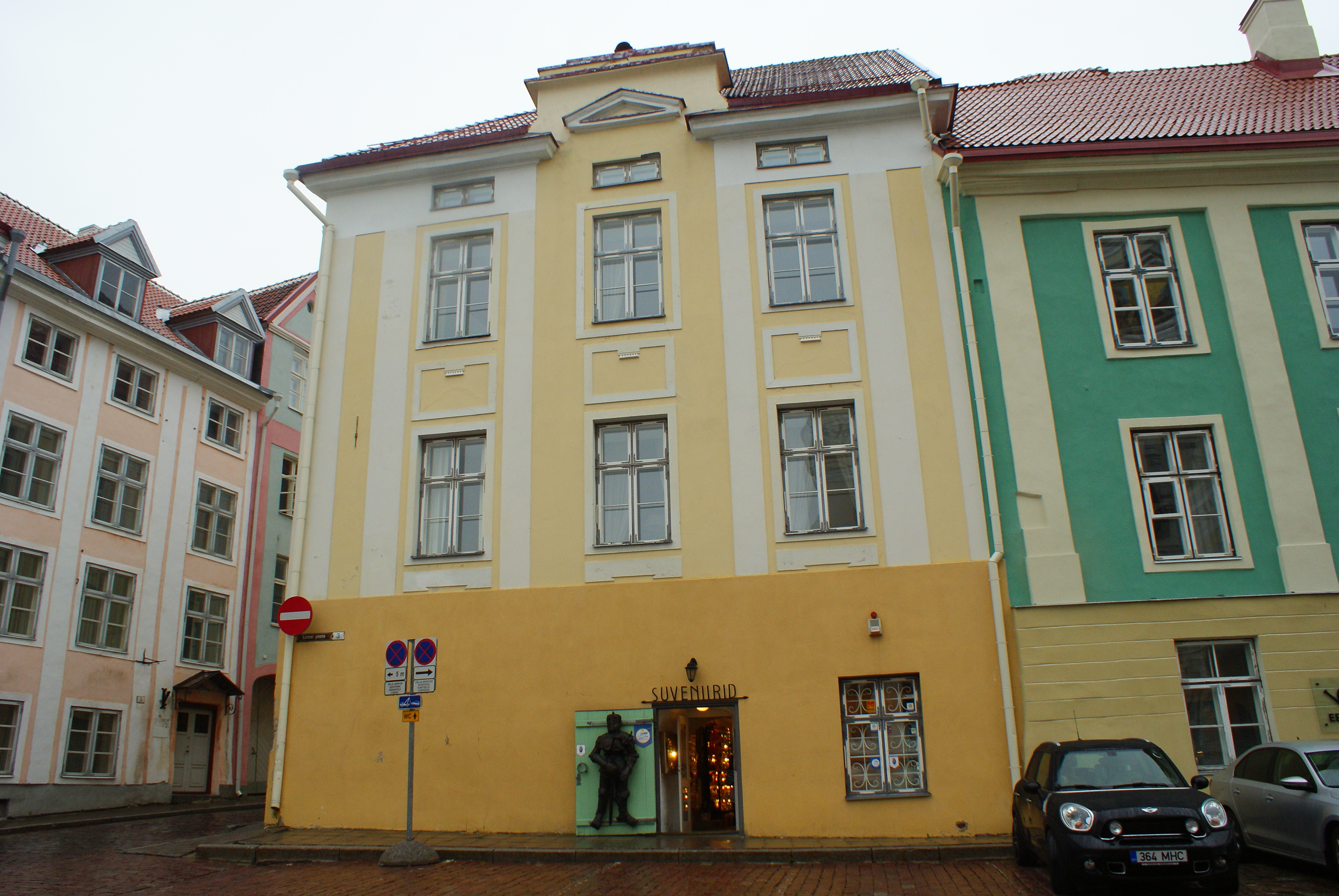
Lossi plats 3.

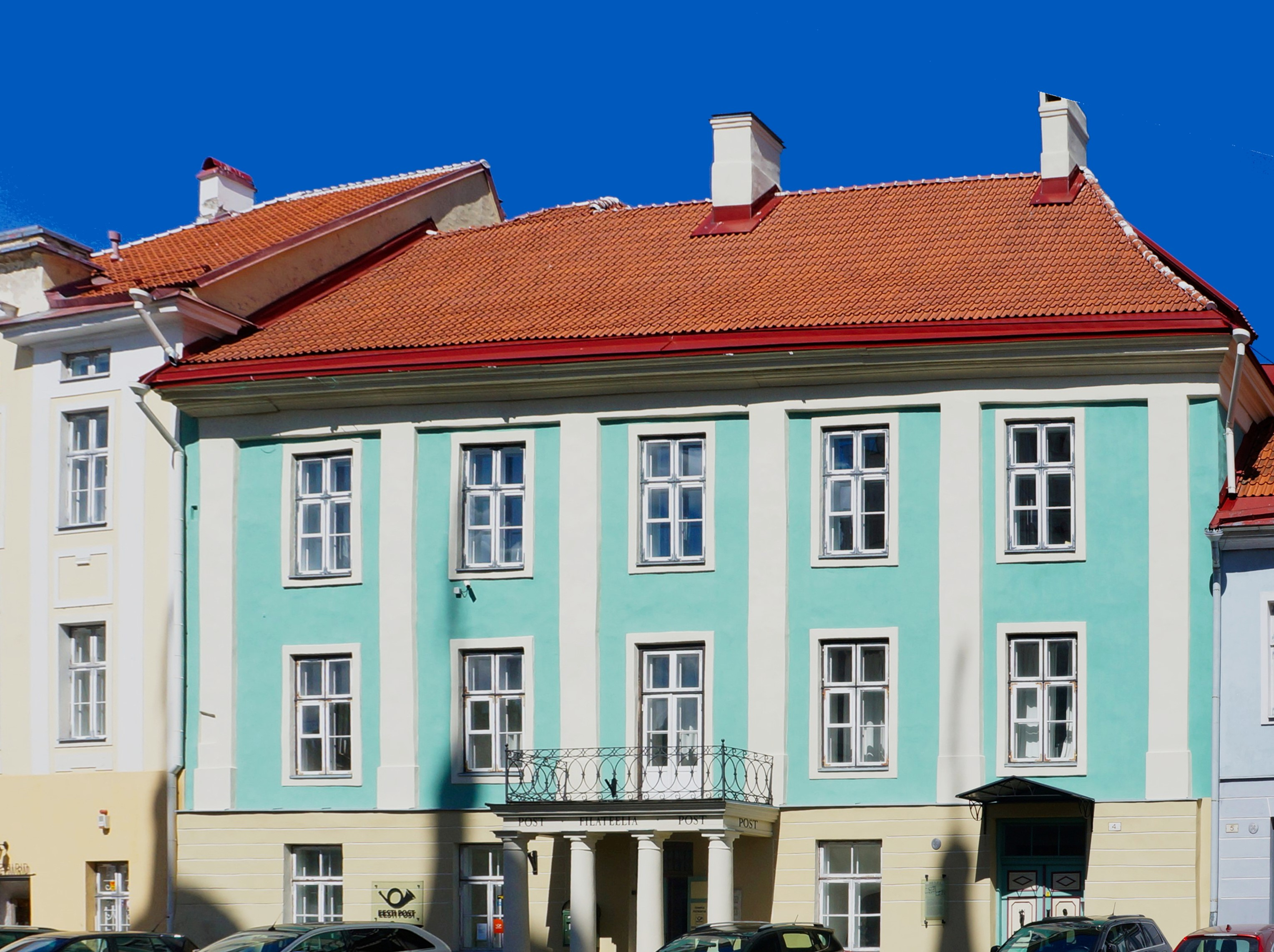
Lossi plats 4[10].
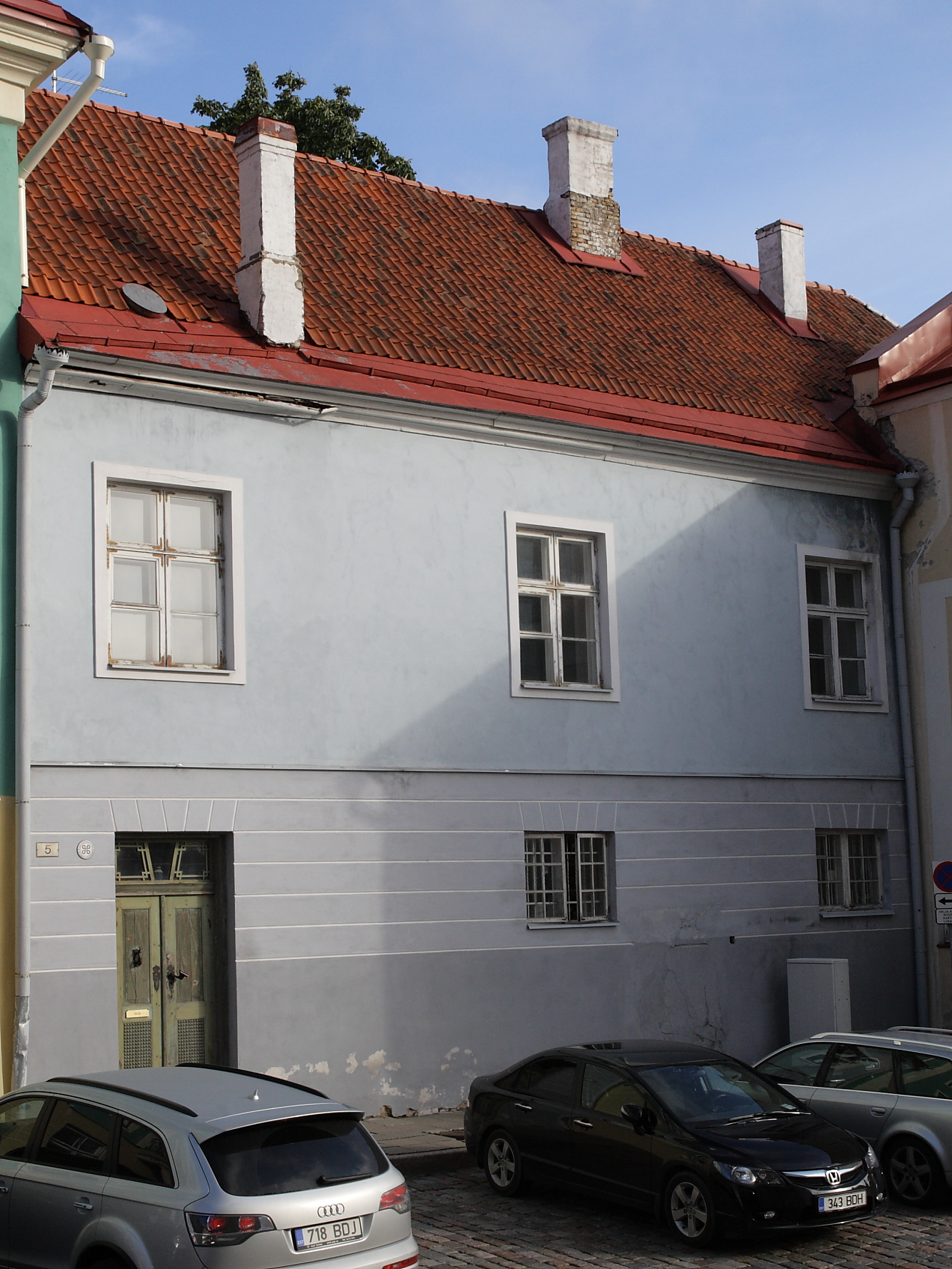
Lossi plats 5.
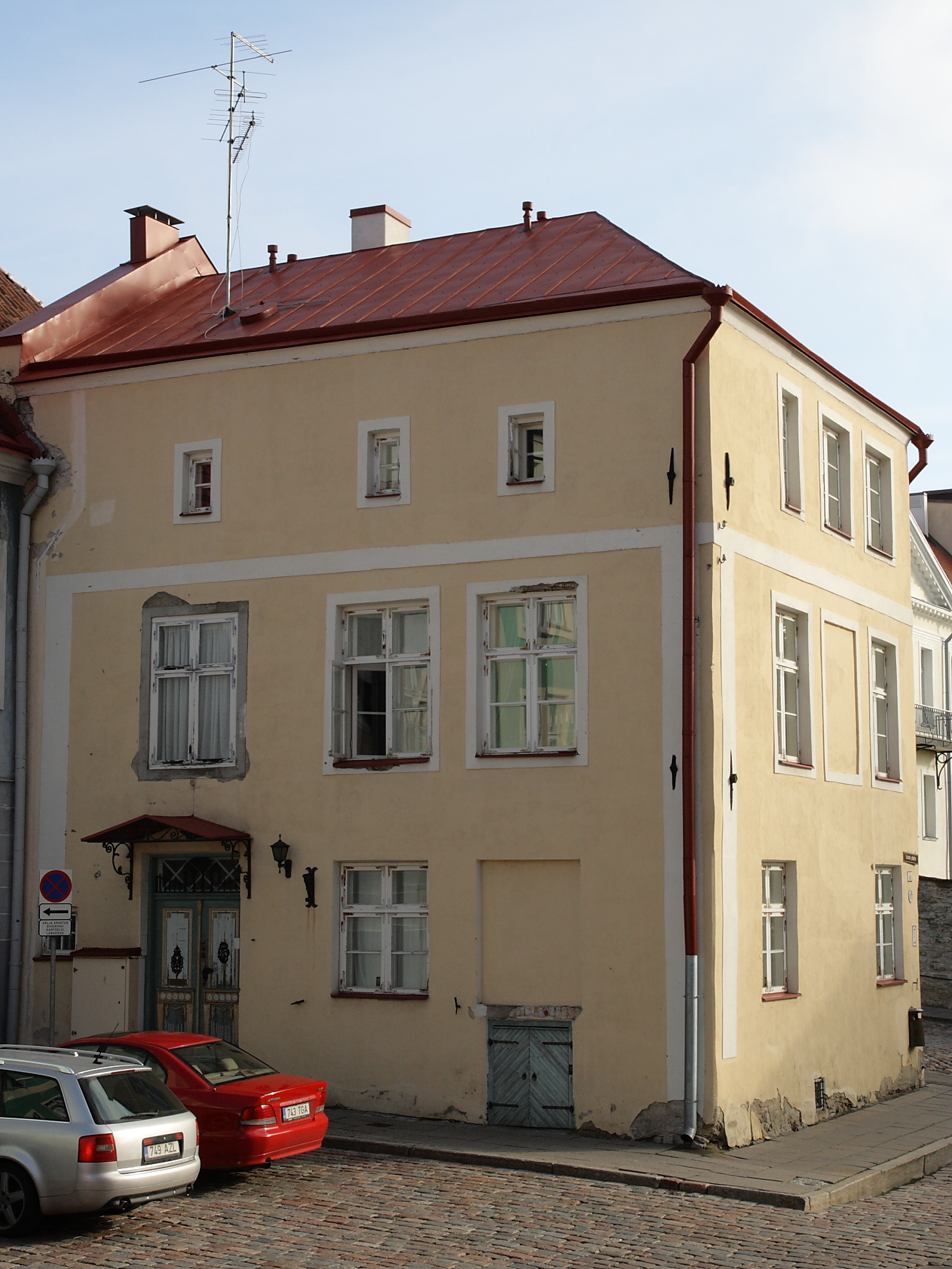
Lossi plats 6.
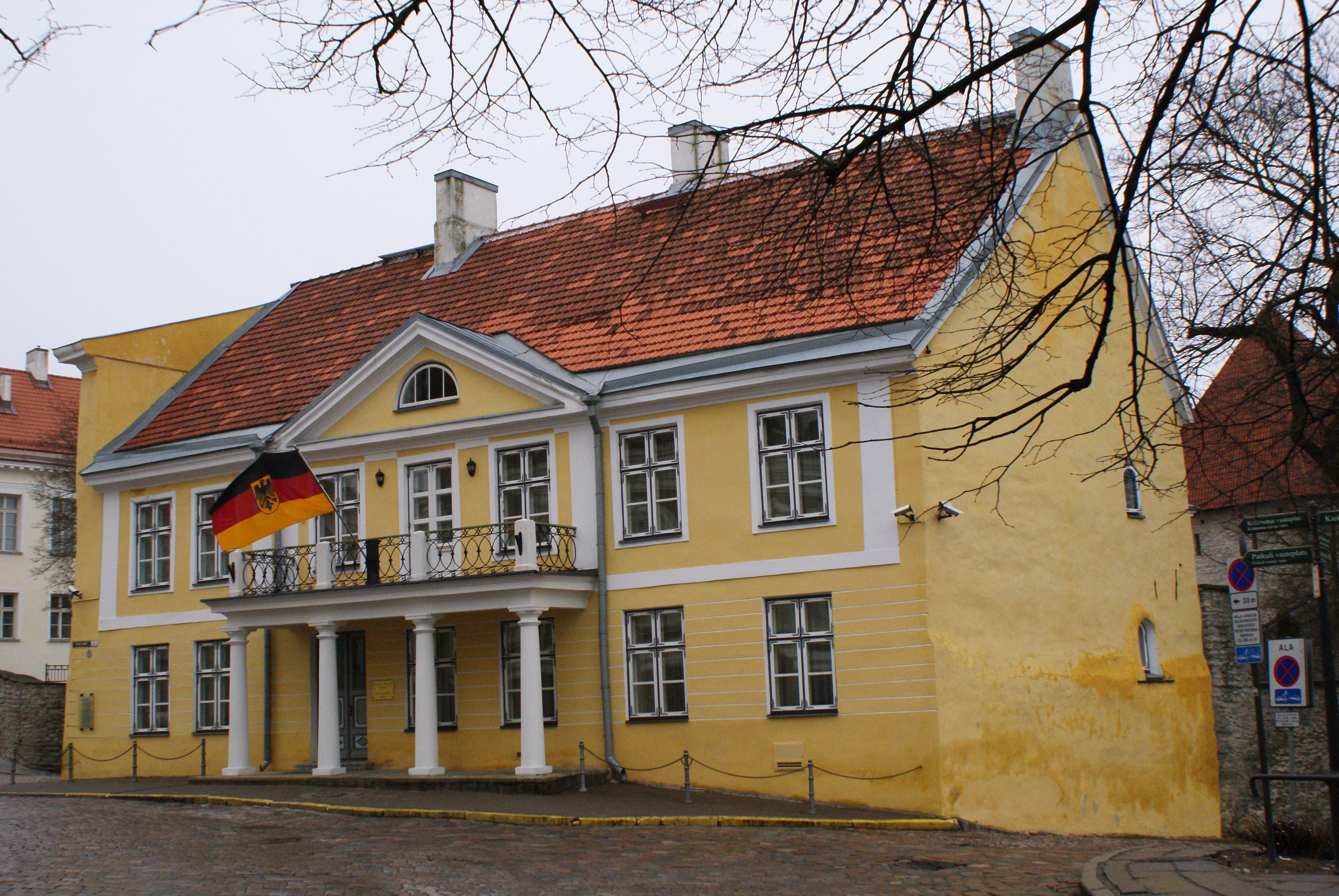
Lossi plats 7[11].

Lossi plats 10[12].
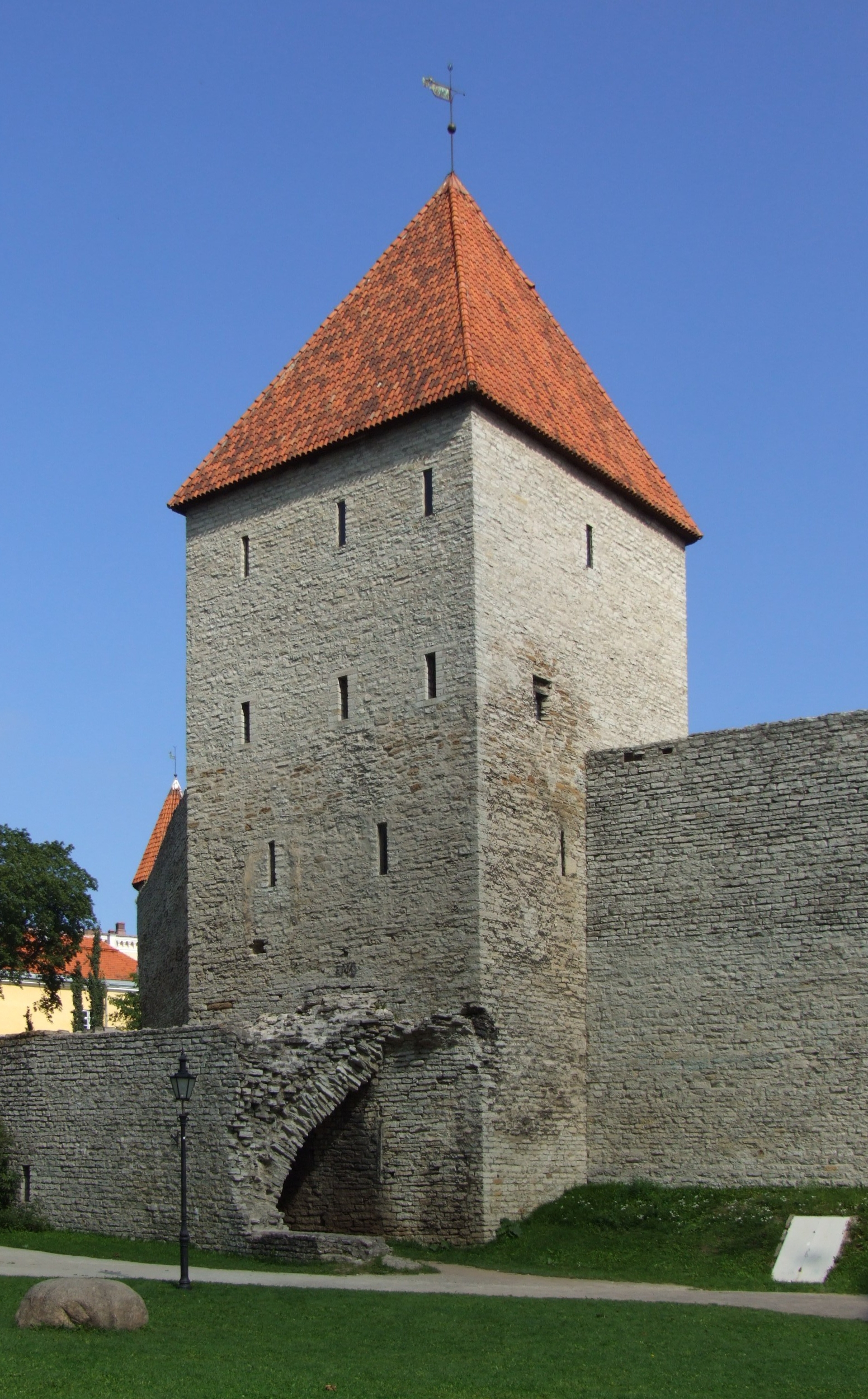
Lossi plats 11.
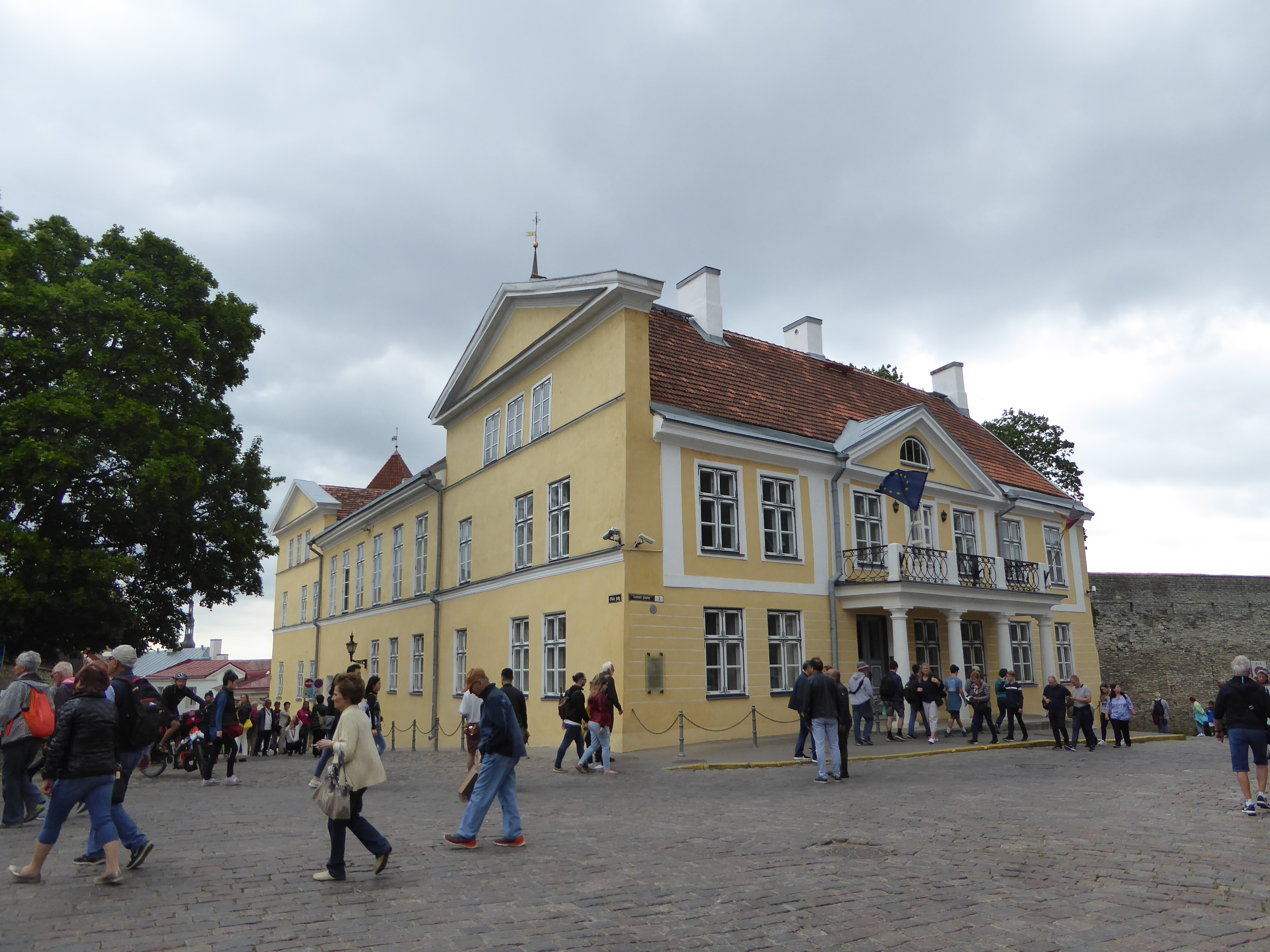
Résidence de l'ambassadeur d'Allemagne.
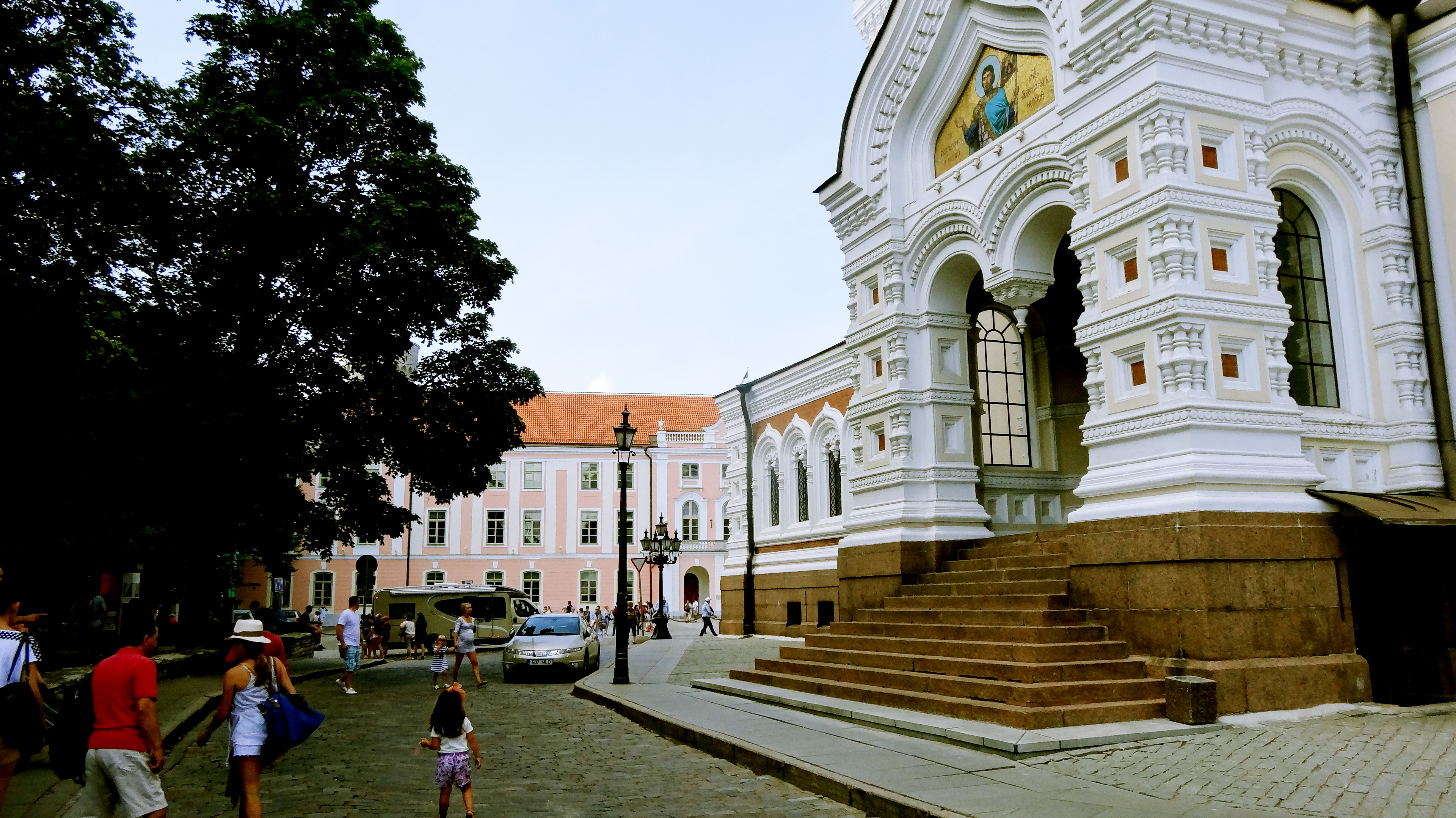